# Banksia aemula
Banksia aemula är en tvåhjärtbladig växtart som beskrevs av Robert Brown. Banksia aemula ingår i släktet Banksia och familjen Proteaceae. Inga underarter finns listade i Catalogue of Life.